# Polygala vulgaris
La poligala comune (Polygala vulgaris L.)  è una pianta erbacea perenne della famiglia delle Polygalacee.

## Descrizione
La forma biologica della pianta appartiene alle emicriptofite scapose (H scap ): ossia è una pianta perennante per mezzo di gemme adagiate al suolo (“emicriptofita”); mentre il portamento è tipico di una pianta con asse florale allungato e con poche foglie (“scaposo”).

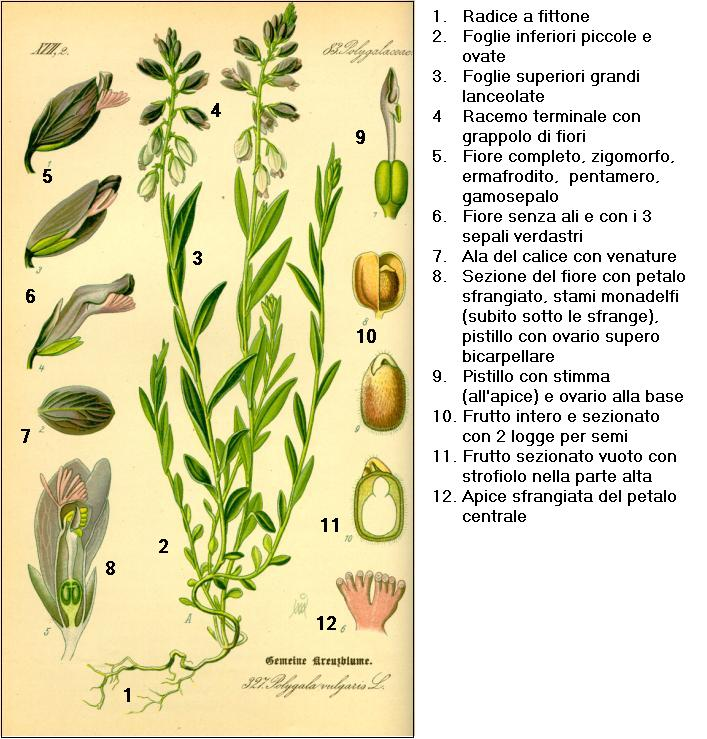
Descrizione delle parti della pianta

### Radici
Radice a fittone.

### Fusto
- Parte ipogea: rizoma più o meno cilindrico e legnoso alla base.
- Parte epigea: è semplice o raramente ramificato,  prostrato e poi ascendente. La parte terminale è eretta. Superficie dei fusti: pubescente. Dimensioni medie: da 7 a 35 cm.

### Foglie
Le foglie sono sessili, alterne, semplici e senza stipole con superficie quasi glabra. Dimensioni globali delle foglie: larghezza da 2 a 4 mm; lunghezza da 10 a 20 mm. 
- Foglie inferiori: più piccole, ovate - spatolate e ristrette a cuneo e ravvicinate fra di loro (ma non formano una rosetta basale e non sono mai opposte). Alla base hanno l'apice arrotondato.
- Foglie mediane: lanceolate
- Foglie superiori: più rade, lanceolato – lineari, cuneate alla base e acute all'apice.

### Infiorescenza

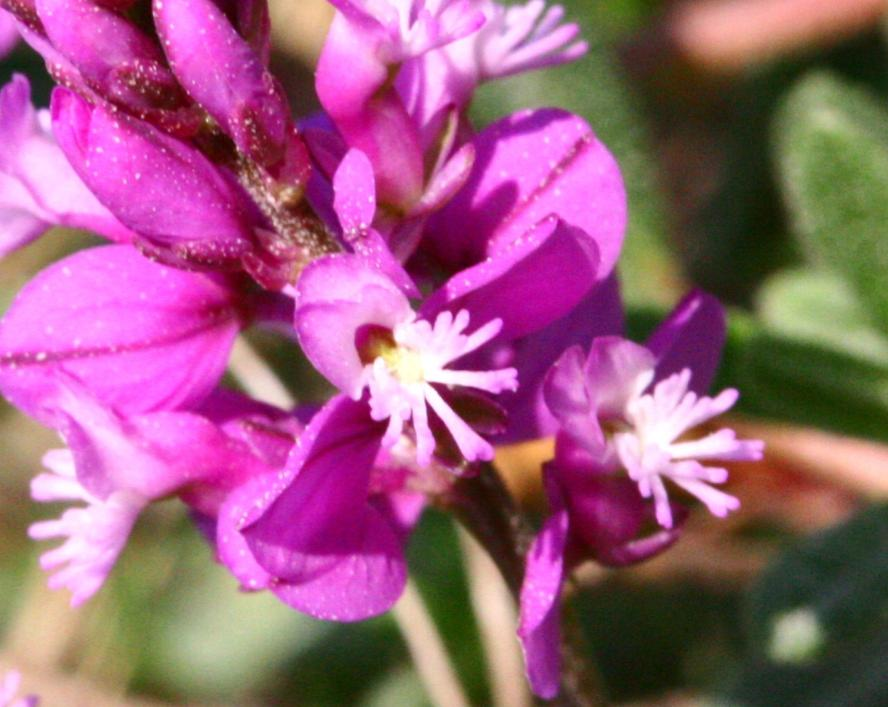
Il fiore irregolare con corolla sfrangiata

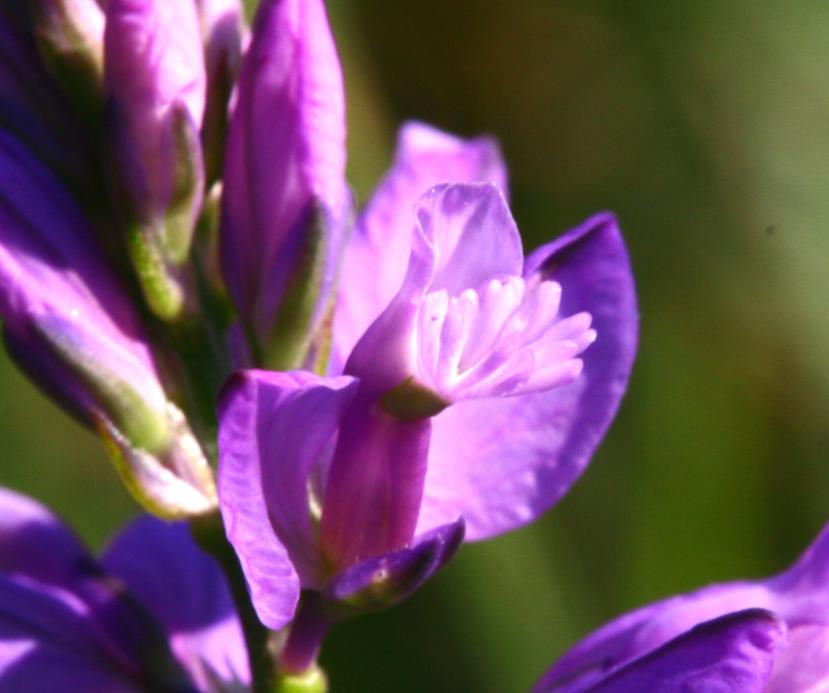
Particolare delle ali del calice

I fiori, bianchi o lillacini o violaceo-brunastri, sono disposti in spighe terminali con 10 – 40 fiori. Ogni racemo ha un piccolo peduncolo che si forma all'ascella di una brattea. La brattea è lunga al massimo quanto il peduncolo (1 cm).
I fiori sono irregolari (zigomorfi), ermafroditi, pentaciclici, pentameri, gamopetali con piccolo peduncolo da 3 mm e con brattee da 2 mm.
- Calice: il calice è costituito da 5 sepali:  3 sepali esterni molto piccoli e verdastri; e 2 interni petaloidei, grandi (come la corolla), colorati ed hanno la forma di due ali (funzione vessilifera) da 4 – 7 mm. Le ali sono simmetriche rispetto alla nervatura centrale ramificata (sono presenti altri due nervi laterali).
- Corolla: la corolla ha 3 petali per aborto saldati al tubo (lunghezza del tubo: circa la metà delle ali: 2 – 4 mm), avvolti dal calice e liberi superiormente; i due superiori sono spatolati - oblunghi, mentre il petalo inferiore, carenato è più grande rispetto agli altri ed ha una appendice sfrangiata (8 – 40 frange); i petali (sporgenti rispetto alle ali) insieme alla forma particolare del calice (le ali) conferisce al fiore un aspetto papilionaceo.
- Androceo: gli stami sono 8 monadadelfi concresciuti e saldati alla corolla.
- Gineceo: l'ovario è supero e bicarpellare.
- Impollinazione: per entomogamia (tramite insetti).
- Fioritura: da maggio a agosto.

### Frutti
Il frutto è una capsula oblunga, lateralmente compressa, divisa internamente in due logge contenenti ciascuna uno o due semi pubescenti. La parte carnosa del seme (strofiolo) presenta delle appendici lunghe 1/3 del seme.

## Biologia
I semi sono dispersi dalle formiche (dispersione mirmecocora).

## Distribuzione e habitat
Dal punto di visto corologico questa pianta appartiene al tipo “Euroasiatico”.
In Italia è comune nei luoghi soleggiati erbosi, boschivi o scoperti, dal mare alla regione alpina. In Italia settentrionale è comune, mentre al Centro e al Sud è più rara. Vive in ambiente acido.
Altitudine: 0 – 2200 m s.l.m..

## Tassonomia
Il Sistema Cronquist assegna la famiglia delle Polygalaceae all'ordine Polygalales mentre la moderna classificazione APG la colloca nell'ordine Fabales.

### Sottospecie
Sono note le seguenti sottospecie:
- Polygala vulgaris subsp. vulgaris L. -  le brattee dei fiori sono più piccole (1 – 2 mm) e comunque minori del peduncolo; le ali sono larghe (ellittiche); il tubo corallino presenta un numero medio di frange (da 14 a 32); il frutto a maturità non supera la dimensione delle ali.
- Polygala vulgaris subsp. collina (Rchb.) Borbás
- Polygala vulgaris subsp. insubrica (Chodat) Arrigoni
- Polygala vulgaris subsp oxyptera (Rchb.) Schübl. & G.Martens - le ali sono più strette (lanceolate o ellittico – acute); il colore dei fiori è bianco – verde o blu – pallido; il tubo corallino ha un numero minore di frange (10 – 13); la dimensione del frutto, a maturità, supera quella delle ali.
- Polygala vulgaris subsp. valdarnensis (Fiori) Arrigoni

### Specie simili
- Polygala alpestris Rchb. – Poligala alpestre: è più piccola e con meno fiori sul racemo; è presente solamente sulle Alpi.

## Usi

### Farmacia
- Composti presenti nella pianta: glucoside (gaulterina); zucchero (poligalina); sostanza amara (poligalamarina); saponine; mucillagini; tannini; ecc.
- Proprietà medicinali: galattogena, tossifuga, bechica, sudorifera, colagoga, diaforetica, stomatica, antireumatica e tonica.

L'azione antireumatica è data dal salicilato di metile liberato dalla gaulterina. 

Inoltre dalle radici si estrae una droga ad azione espettorante (proprietà comune di alcune piante della famiglia delle  Polygalaceae ), usata sotto forma di infuso, di sciroppo o di polvere. La sua azione farmacologica è dovuta all'aumento della secrezione di muco bronchiale fluido che può essere eliminato con facilità mediante colpi di tosse. 
A dosi elevate ha effetto di emetico.

### Cucina
Dal punto di vista alimentare la Poligala comune viene usata per fare il te.

## Galleria d'immagini

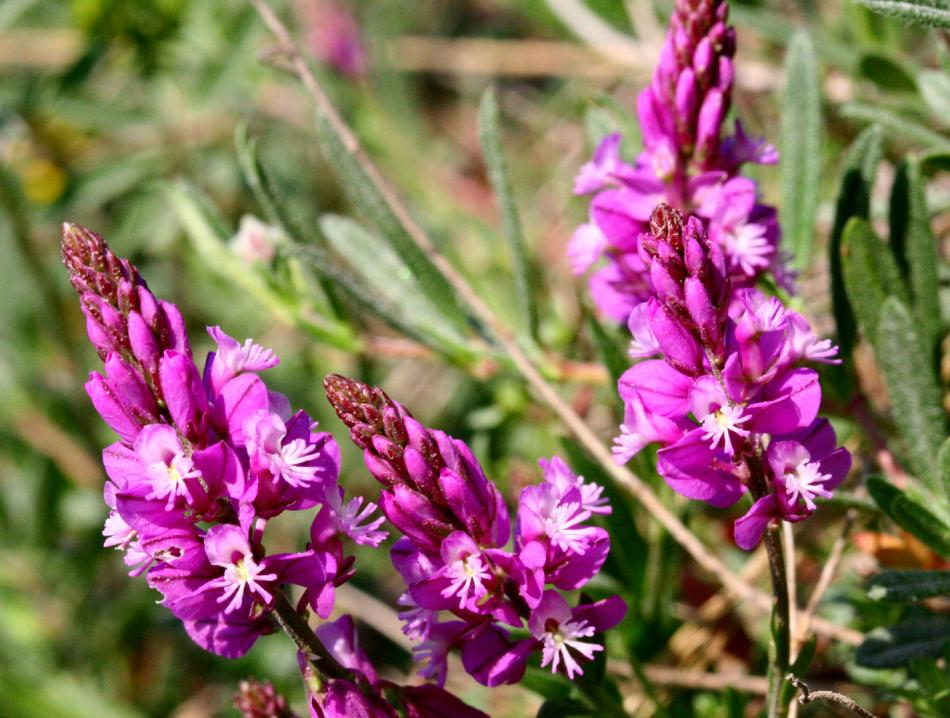
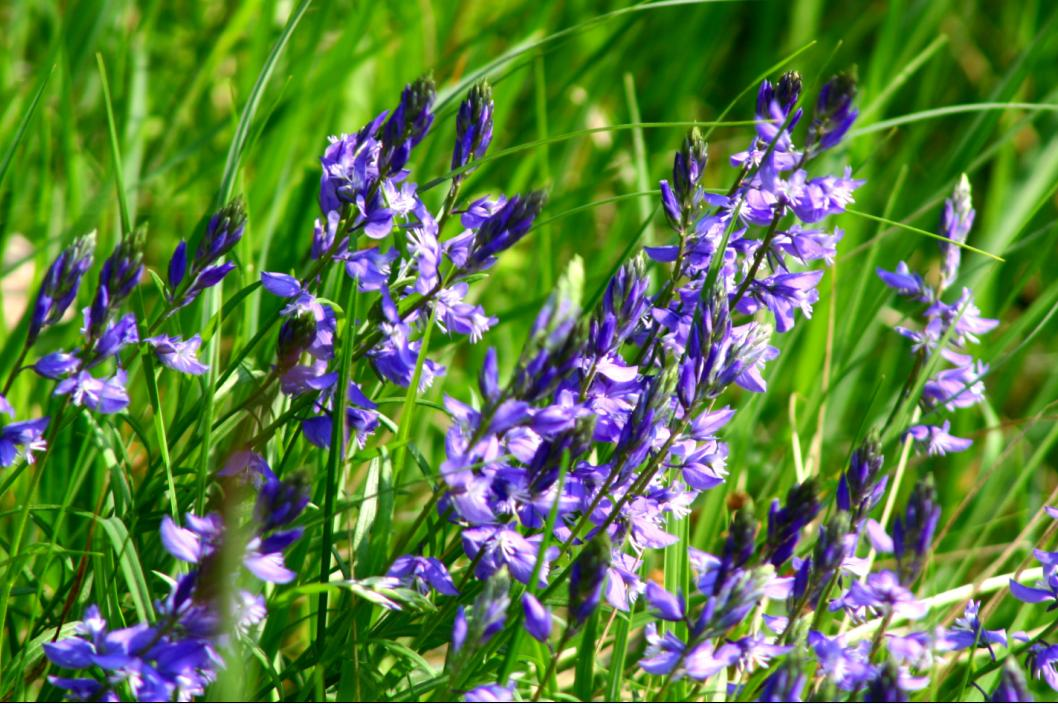
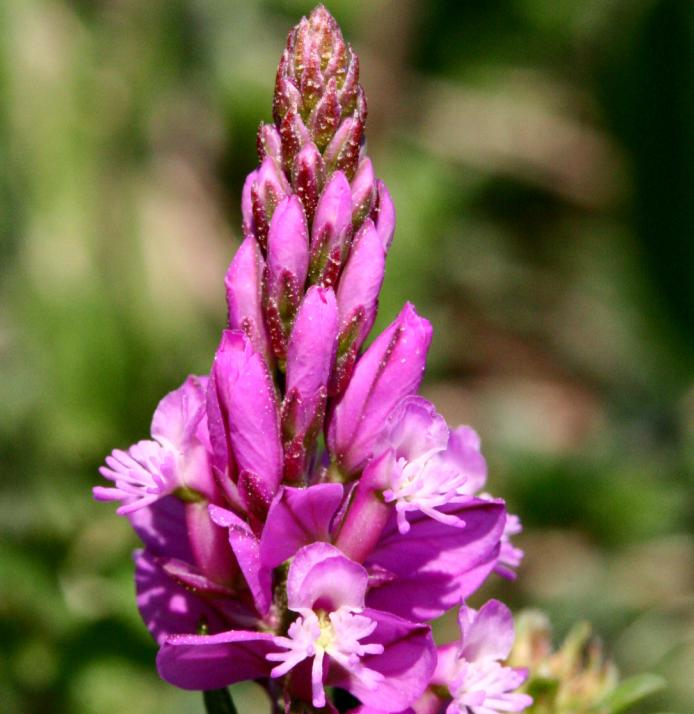